# Phaseolus lunatus
Phaseolus lunatus là một loài trong họ Đậu, được trồng để lấy hạt ăn được. Loài này được Carl Linnaeus miêu tả khoa học đầu tiên.

## Tên gọi
Phaseolus lunatus có tên phổ biến ở Việt Nam là đậu ngự (thuộc giống 'Chestnut Lima' / 'Christmas Lima' / 'đậu Lima đốm'), đậu Lima, đậu bơ, đậu sieva.

## Đặc điểm các giống cây trồng

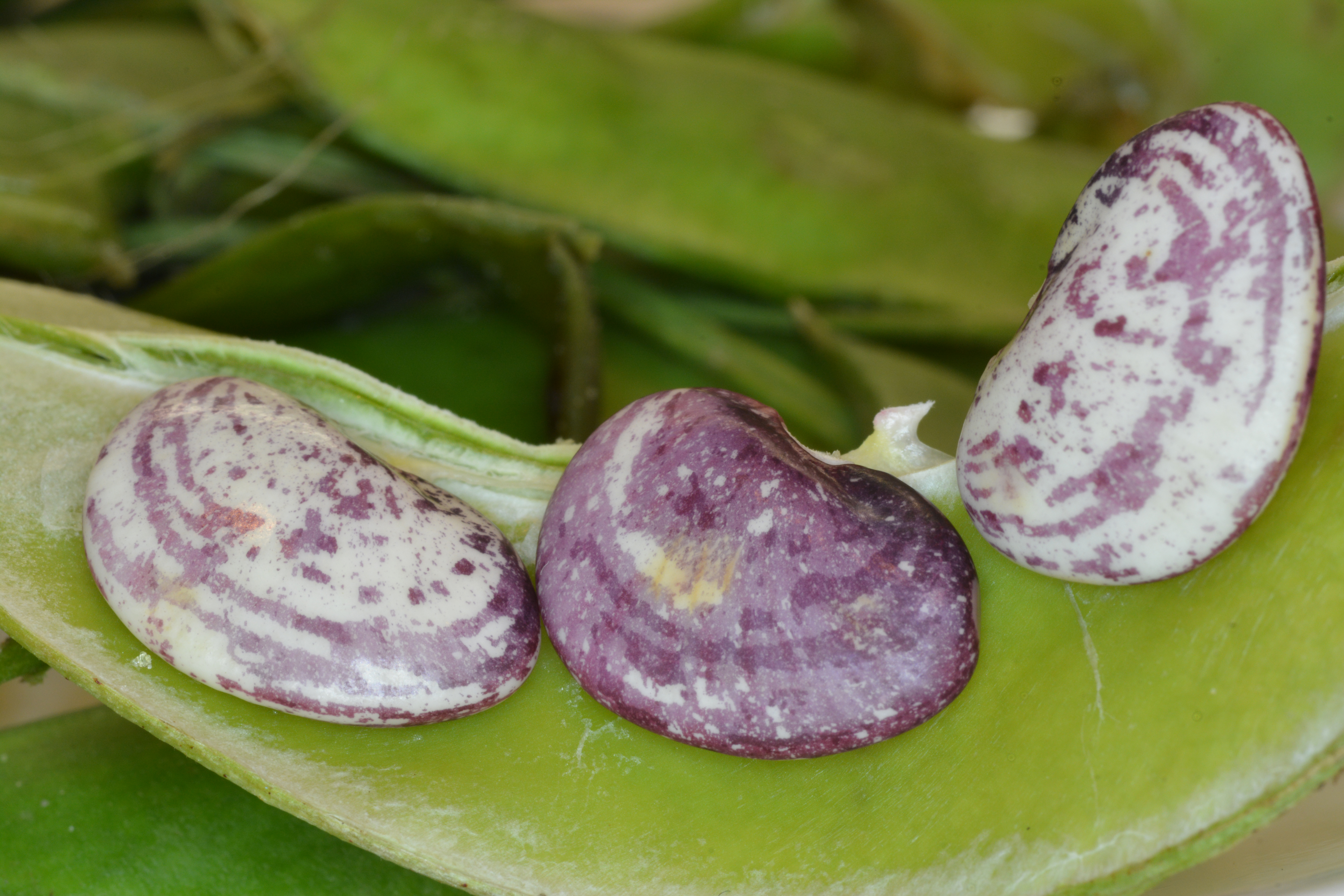
Đậu Lima đốm (speckled) từ Jesup, Georgia

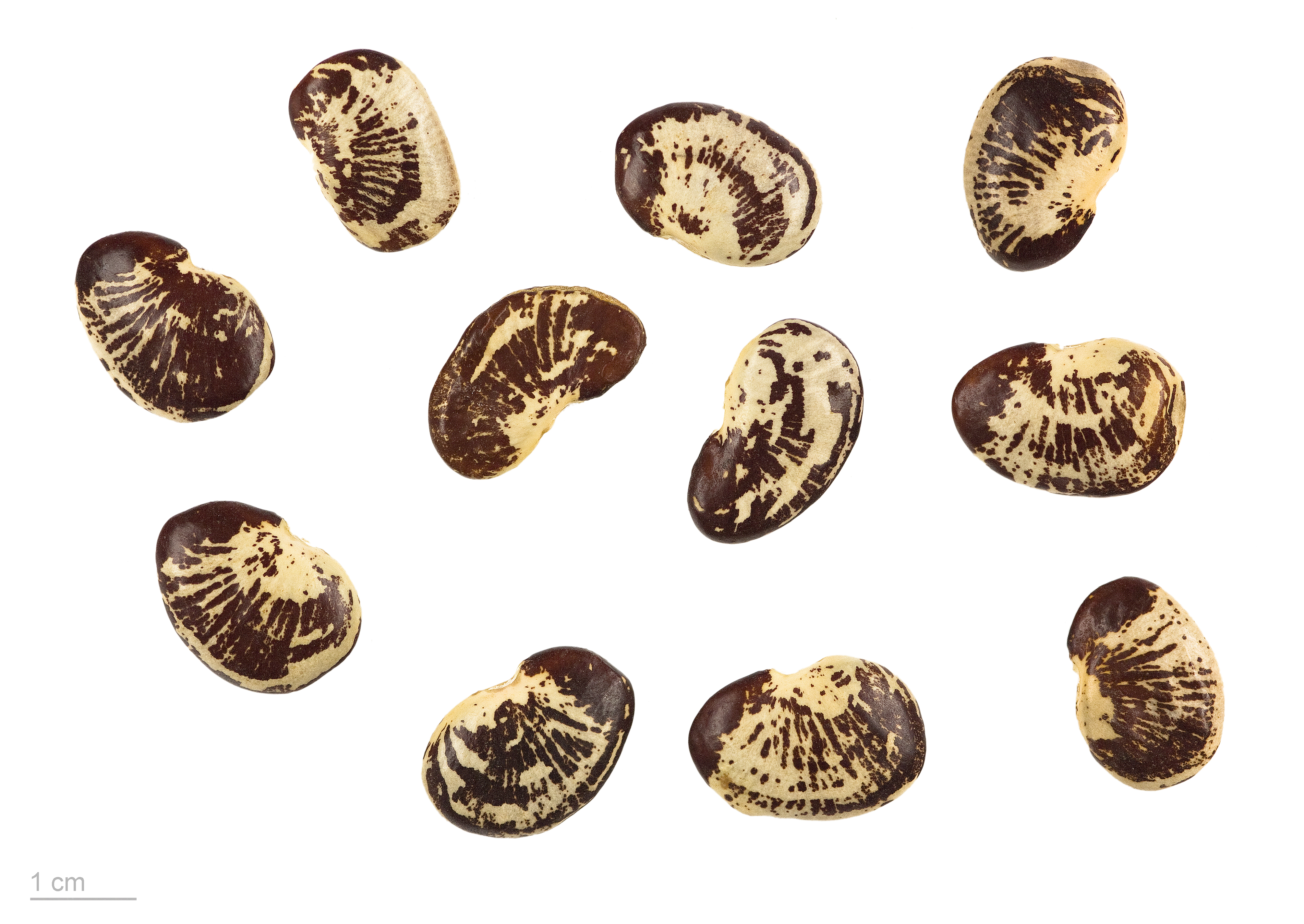
Đậu Phaseolus lunatus thuộc giống Christmas

Hầu hết các giống có hạt dẹp nhưng giống "potato" có hình cầu (spherical). Hạt có màu trắng phổ biến nhất nhưng cũng có giống màu đen, đỏ, cam và lốm đốm. Các hạt chưa chín thì đồng nhất màu xanh lá cây. Cây đậu có năng suất tiêu biểu 2.900 đến 5.000 kg (6.400 đến 11.000 lb) hạt và 3.000 đến 8.000 kg (6.600 đến 17.600 lb) sinh khối (biomass) mỗi hecta.
Các giống cây tồn tại ở 2 dạng là cây bụi và dây leo.

### Cây bụi (bush)
Dạng bụi trưởng thành sớm hơn dạng cột/dây leo. Quả đậu có vỏ (pod) dài tới 15 cm (5,9 in). Hạt trưởng thành đạt kích cỡ 1 đến 3 cm (0,39 đến 1,18 in) và có hình oval đến hình thận (kidney-shaped)
- 'Henderson' / 'Thorogreen', 65 days (heirloom)
- 'Eastland', 68 days
- 'Jackson Wonder', 68 ngày (heirloom, hạt đốm nâu và tím)
- 'Dixie Butterpea', 75 ngày (heirloom, hai khuynh hướng (strain) phổ biến: hạt đốm đỏ và trắng)
- 'Fordhook 242', 75 days, 1945 AAS winner

### Cột (pole)/dây leo (vine)
Dạng cột/dây leo cao từ 1–5 m
- 'Carolina' / 'Sieva', 75 ngày, cây gia truyền (heirloom)
- 'Christmas' / 'Chestnut' / 'Giant Speckled' / 'Speckled Calico' / 'Đậu ngự' / 'Đậu Lima đốm', 78 ngày (heirloom, hạt đốm đỏ và trắng)
- 'Big 6' / 'Big Mama', 80 ngày[3]
- 'King of the Garden', 85 ngày (heirloom)

## Hình ảnh

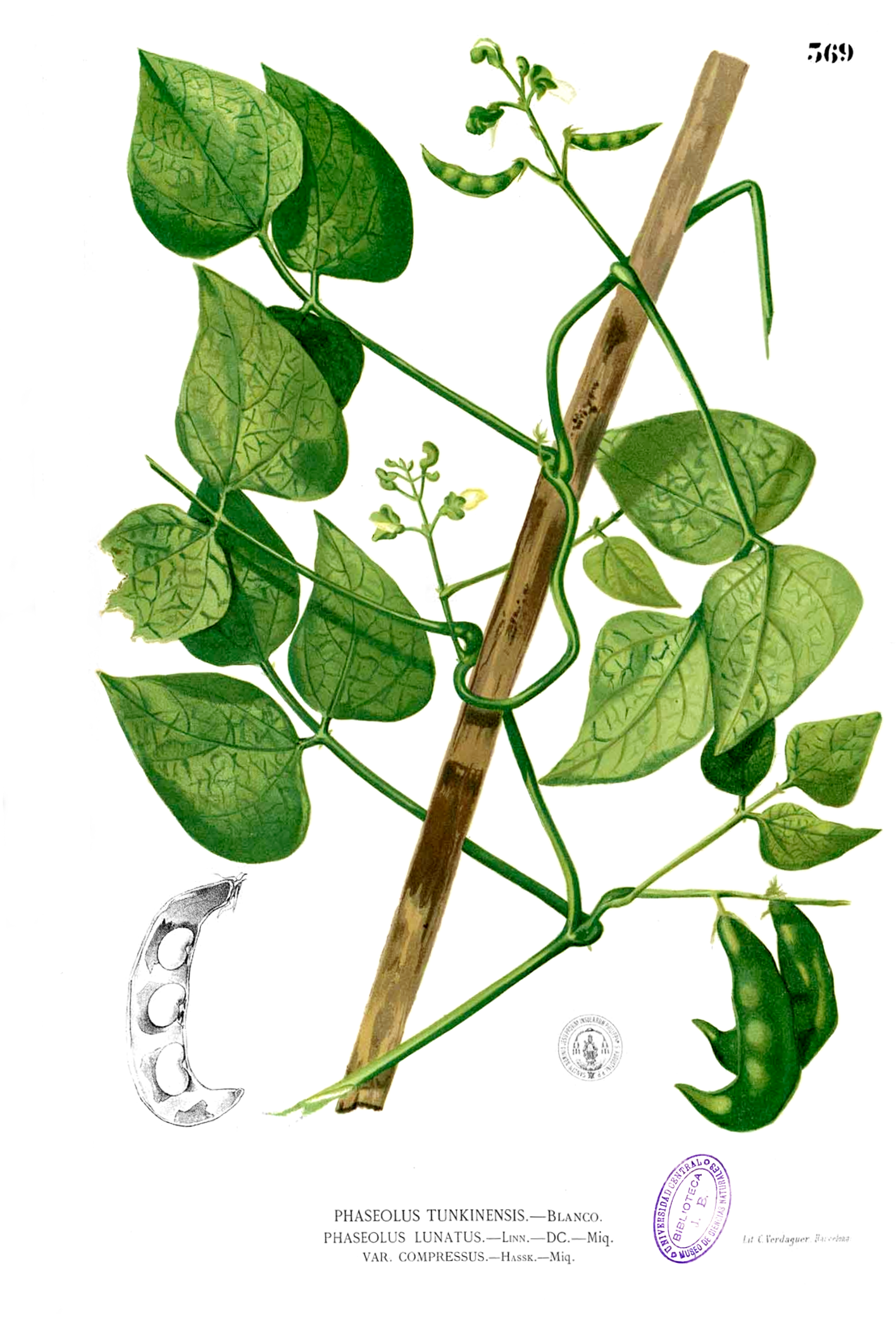
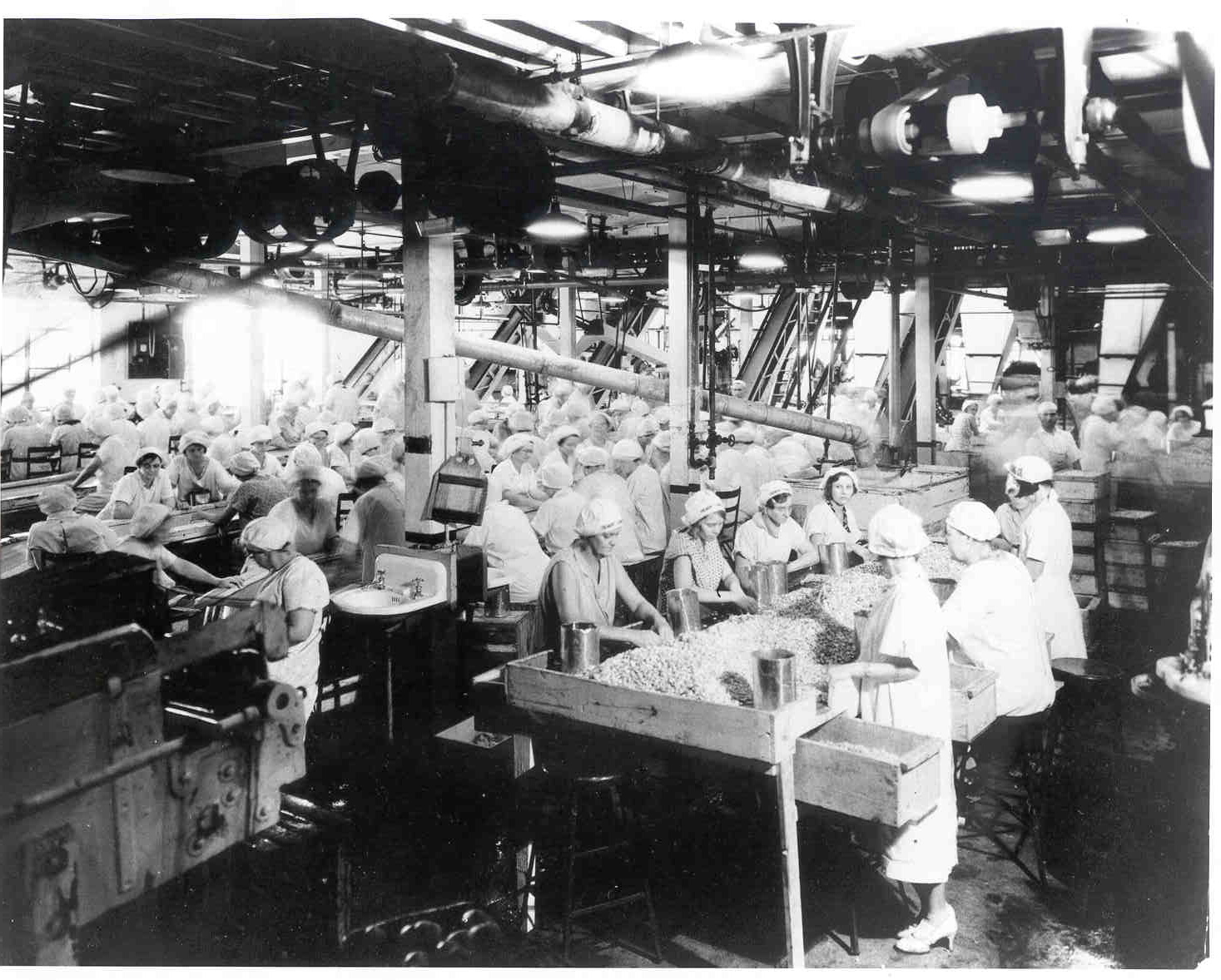
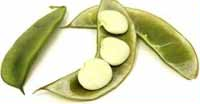
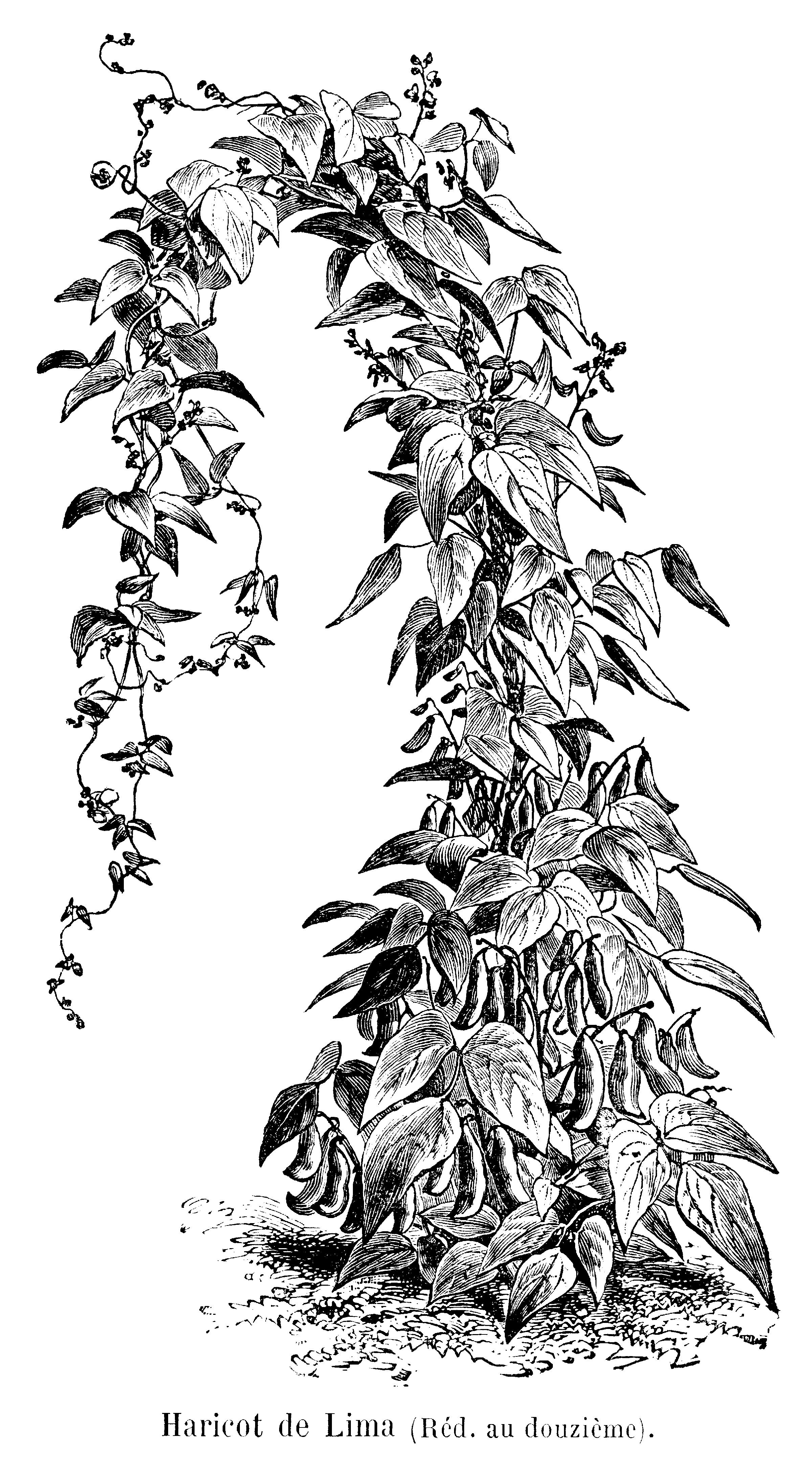